# Зорана Опачић
Зорана Опачић (Крушевац, 22. новембар 1970) српски је историчар књижевности, књижевни критичар, антологичар и професор Универзитета у Београду.

## Биографија
Основну школу и гимназију завршила је у Крушевцу. Дипломирала је на Филолошком факултету, на групи за српски језик и српску књижевност, и на Вишој школи ликовних и примењених уметности у Београду (1996). Дипломски рад „Облици представљања стања свести у Дану шестом Растка Петровића“ награђен је наградом Радмила Поповић као најбољи дипломски рад на Катедри за српску књижевност. Магистрирала је и докторирала на Филолошком факултету у Београду. Магистарски рад, на тему „Нови књижевни поступци у прози Станислава Кракова“ (ментор др Јован Делић) одбранила је 2005. године, а докторат из области књижевности за децу и младе, на тему „Поетика бајке Гроздане Олујић“ (ментор др Радивоје Микић), 2009. године. У периоду 1997–1999. радила је као професор у Гимназији Свети Сава у Београду, а онда се запослила на Учитељском факултету (асистент 1999; доцент 2010, ванредни професор 2014). Ангажована је за предмете „Књижевност за децу и младе“, „Појам и одређење ауторске бајке“ (изборни предмет) на основним студијама и „Тумачење књижевног дела на примерима књижевности за децу и младе“ (изборни предмет) на мастер студијама. Од 2012. је продекан за наставу на Учитељском факултету у Београду.
Један је од уредника зборника пројекта „Поетика српске књижевности за децу и младе“ Учитељског факултета („Бунтовници и сањари – Књижевно дело Гроздане Олујић за децу и младе“, 2010; „Приповедач урбане меланхолије – Књижевно дело Моме Капора“, 2012). Објавила је више чланака и студија у „Зборнику Матице српске за књижевност и језик“, Летопису Матице српске, „Детињству“, „Иновацијама у настави“, у зборницима Института за књижевност и уметност у Београду и другим часописима и зборницима. Учествовала је на више научних и стручних скупова међународног и националног ранга. Члан је редакције научног часописа „Иновације у настави“ од 2006. Сарадник је Српске енциклопедије Матице српске из Новог Сада и члан Лексикографског одбора Матице српске.
Аутор је више уџбеника и приручника за наставу српског језика у 3. и 4. разреду основне школе. За читанку Прича без краја (уџбенички комплет за 4. разред основне школе) добила је награду Стојан Новаковић за најбољи уџбенички комплет у основној школи.

### Монографије
- Алхемичар приповедања Станислав Краков, Учитељски факултет, . Београд. 2007. ISBN 978-86-7849-078-1. Недостаје или је празан параметар |title= (помоћ)  143887628
- Поетика бајке Гроздане Олујић, Српска књижевна задруга, Учитељски факултет, . Београд. 2011. ISBN 978-86-7849-152-8. Недостаје или је празан параметар |title= (помоћ) (СКЗ) /.  978-86-379-1161-6. (УФ)  185134092
- Наивна свест и фикција, Змајеве дечје игре, Нови Сад. . 2011. ISBN 978-86-81501-53-5. Недостаје или је празан параметар |title= (помоћ)  265844743

### Приређена издања
- Антологија српске поезије за децу предзмајевског периода (електронско издање), Мајкрософт и Учитељски факултет, Београд, 2008,
- Гроздана Олујић: Сабране бајке, Учитељски факултет, Београд, 2011,
- Гроздана Олујић: Гласам за љубав (са А. Јовановићем) Учитељски факултет, Београд, 2012,
- Питер Хант, Тумачење књижевности за децу, Учитељски факултет, . Београд. 2013. ISBN 978-86-7849-180-1. Недостаје или је празан параметар |title= (помоћ)  200759308

### Уџбеници и приручници
1. Опачић, Зорана; Даница Пантовић. Прича без краја. Читанка за 4. разред основне школе, Завод за уџбенике и наставна средства, Београд, 2005, друго издање 2006. године,
2. Драгићевић, Рајна; Зорана Опачић, Даница Пантовић. Водич за уџбенике српског језика и књижевности за четврти разред основне школе. Београд: ЗУНС, 2005.

- Драгићевић, Рајна; Зорана Опачић, Даница Пантовић (2012) [2006]. Приручник за уџбенике српског језика и књижевности за четврти разред основне школе. Београд: ЗУНС. ISBN 978-86-17-17821-3.

1. Опачић, Зорана. Звезде школске сцене (кратки драмски текстови). Лектира за 3. разред основне школе. Крагујевац: Српска школа, 2008.
2. Опачић, Зорана. Драма за децу (Гвидо Тартаља, Добрица Ерић, Александар Поповић (писац)). Лектира за 4. разред основне школе. Крагујевац: Српска школа, 2008.
3. Опачић, Зорана. Вилина кутијица (бајке Гроздане Олујић). Лектира за 4. разред основне школе. Крагујевац: Српска школа, 2008.

### Радови у научним часописима и тематским зборницима
1. „Роман Растка Петровића Дан шести, претеча српских романа тока свести“. Багдала. Крушевац, 1998, бр. 438. стр. 33–42.
2. „Нови књижевни поступци у прози Станислава Кракова“. Зборник Матице српске за књижевност и језик. Нови Сад, 2004, књига LII, свеска 3. стр. 561–570; UDC 821.163.41-3.09 Krakov S. /821.163.41-95
3. „Тајне везе спознаја у прози за децу Светлане Велмар-Јанковић“. УКњижевност за децу и младе у књижевној критици. Воја Марјановић, Милутин Ђуричковић. (ур.).књ. 2, Алексинац: Висока школа струковних студија за васпитаче, (2007). стр. 227–232. / UDC 821.09-93(082) 821.163.41.09-93(082)
4. „Жанровска полиморфност Андерсенових приповедака за децу“. Детињство. Нови Сад, год. XXXI, бр. 1–2, пролеће–лето (2005). стр. 11–16.
5. „Силазак у изгубљено време (путописи Станислава Кракова Кроз Јужну Србију). Зборник Матице српске за књижевност и језик. Нови Сад, књига LIV, св. 1/ (2006). стр. 51–69. UDC 821.163.41-992.09 Krakov S. / 821.163.41-95/ 930.85(497.11-13)
6. „Мемоари Станислава Кракова Живот човека са Балкана (о двосмерном односу фикционалног и документарног у Краковљевом књижевном делу)“. Зборник Матице српске за књижевност и језик. Нови Сад.књига LIV, свеска 54/3, (2006). стр. 527–547. / UDC 821.163.41.09 Krakov S./821.163.41-94.09 Krakov S./821.163.41-95
7. „Наслеђе бајке Ханса Кристијана Андерсена у бајкама Гроздане Олујић. Зборник Матице српске за књижевност и језик. Нови Сад, књ. LV, св. 1, (2007). стр. 89–105. UDC 821.111.4-343.09 Andersen. H. C.: 821.163.41-343.09 Olujić G. 821.163.41-95
8. „Песник „буре, олује и грмљаве“ (песме у прози из рукописне заоставштине Станислава Кракова)“. Зборник Матице српске за књижевност и језик. Нови Сад, вол. 57, бр. 1, (2009). стр. 195–203. /UDC 821.163.41-1.09 Krakov S./821.163.41-95
9. „Одрицање од правила у име унутарње слободе у романима Гроздане Олујић (поетика омладинског романа)“. Зборник Матице српске за књижевност и језик. Нови Сад, вол. 57, бр. 3, (2009). стр. 591-611.
10. „Одрастање у мултикултуралним срединама у српској књижевности за децу и младе“. Детињство, (2009). стр. 55–64.UDC 821.163.41-93-32.09 Андрић И. /821.163.41-93-31.09 Олујић Г.
11. „Нове тенденције у књижевности за децу и наставни програми“. УНастава српског језика и књижевности (савремени пресек). Београд: Учитељски факултет,XIX, 2006/1. стр. 82–96, UDC 82(02.053.2):371.214
12. „Нефикционална књижевна дела у настави српског језика. УДидактичко-методички аспекти промена у основношколском образовању. Зборник радова. Београд:Учитељски факултет, (2007). стр. 64–74. UDC 82`3.09(087.5)
13. „Игра и апсурд у причама за децу Душана Радовића и Ежена Јонеска.“ У Душан Радовић и развој модерне српске књижевности. Зборник радова. Пијановић, П., Јовановић, А.(ур.). Београд: Учитељски факултет. 2008.  978-86-7849-112-2. стр. 145–158.
14. „Роман за младе као лектира у вишим разредима основне школе (на примеру романа Гласам за љубав Гроздане Олујић)“. УИновације у основношколском образовању – од постојећег ка могућем. Зборник радова. Београд: Учитељски факултет, (2008). стр. 245–254, УДК 821.163.41-93 (091)
15. „Полиморфизам „Малих бајки” Стевана Раичковића (на примеру „Бајке о белом коњу” и „Бајке о скитници и мравима”)“. УИновације у основношколском образовању – вредновање. Зборник радова. Београд: Учитељски факултет, (2009). стр. 287–296.
16. „Андерсеново сновидовно око“. У част Пера Јакобсена. Ајдачић, Д., Лазаревић ди Ђакомо, П. (ур.). Београд: Slovo Slavia, / 811.113.09:821.16.09(082) / 821.163.41.09 (082)811.163.41(082)81 Jakobsen P/. 2010.  978-86-87807-02-0. стр. 107–126.
17. „Типологија бајке Гроздане Олујић“. У Бунтовници и сањари – Књижевно дело Гроздане Олујић за децу и младе. Зборник радова. Јовановић, А., Пијановић, П., Опачић, З. (уредници). Поетика српске књижевности за децу. књ. 2. Београд: Учитељски факултет, / УДК 821.163.41-93 Олујић Г. (082)/ 012 Олујић Г. 2010.  978-86-7849-117-7. стр. 115–138.
18. „Облици ауторске бајке у настави српског језика у основној школи“. Иновације у настави. вол. 23, број 2010/3. стр. 5-15./UDC 821.163.41.09-342 /ISSN 0352-2334 /UDC 370.8
19. „Магијски летопис (Гроздана Олујић, Гласови у ветру)“. Летопис Матице српске. Нови Сад. новембар 2010, год. 186, књ. 486, св. 5. стр. 943-955. /УДК 82(05) /ISSN 0025-5939
20. „Књиге имају своју судбину“. Летопис Матице српске. Нови Сад, новембар 2010, год. 186, књ. 486, св. 5. стр. 925-942. /82(05) /ISSN 0025-5939
21. „Симболика Тисе у прози Гроздане Олујић и поезији Стевана Раичковића“. Језик, књижевност, култура: Новици Петковићу у част. Јован Делић, Александар Јовановић (ур.) Београд: Институт за књижевност и уметност и Филолошки факултет, XVII, 811 страна. стр. 619-634. / UDC 821.163.41.09-3 Олујић Г. / 821.163.41.09-1 Раичковић С. / UDC 821.163.41.09 Петковић Н. (082) / 012 Петковић Н. (082) / 821.163.41.09“ 18/19“ (082) / 82.0 (082) /. 2011.  978-86-7095-173-0. (IKU)
22. „Усамљено дете као нови тип јунака у српским романима за децу (на примеру романа Игора Коларова)“. Детињство, Часопис о књижевности за децу. 2011/3-4 (XXXVII), Нови Сад, јесен-зима pp. 12–20./УДК 821.163.41-93-31.09 /Коларов И. /. 2011.
23. „Fearandloneliness in contemporarynovel for childrenandyoungreaders“. In Theoreticalandpracticaldimensions of contemporaryeducation. Selectedissues. EditedbyZdisławaZacłonaand Ivica Radovanovic. NowySącz: PaństwowaWyższaSkołaZawodowa w NowymSączu, Polska / Uciteljski fakultet u Beogradu, Srbija. 2012.  978-83-63196-34-9. стр. 69–79.
24. „Повести Госпоже Добронаравне (Поучителни магазин ѕа децу Аврама Мразовића – посрба магазина Жан Мари Лепренс де Бомон)“. У „Традиција просвећености и просвећивања у српској периодици“. Зборник радова. Татјана Јовићевић (ур.). Београд: Институт за књижевност и уметност. /УДК 050.488 ПОУЧИТЕЛНИ МАГАЗИН ЗА ДЕЦУ / “1787/1800” /130.2”17/18”/ 050+070(497.11) “17/19” /130.2(497.11) ”17/18” / 821.163.41.02ПРОСВЕТИТЕЉСТВО. 2012.  978-86-7095-181-5. стр. 313–332.
25. „Младост као опсесивни мотив у прози Моме Капора“. У Приповедач урбане меланхолије – Књижевно дело Моме Капора. Зборник радова. Јовановић, А., Пијановић, П., Опачић, З. (уредници). Поетика српске књижевности за децу. књ. 3. Београд:Учитељски факултет, (2012). стр. 87–99. / UDC 821.163.41.09 Капор М. / 82.0 /821.163.41.09-93 Капор М. (082) / 821.163.41.09-93 (082)/.  978-86-7849-161-0./ М45=1,5
26. „Женским лицима пристоји се од свега нешто знати (о Поучителном магазину за децу Аврама Мразовића)“, Змајеве дечје игре: Књижевност за децу и младе у родној перспективи. Детињство. Часопис о књижевности за децу. Нови Сад, (XXXVIII), 2012/1. стр. 3-14./ UDC 37:929 Мразовић А./UDC 050(02.053.2)/ISSN 0350-5286/ 821-93(05) / М53=1
27. „Проблематизовањезавичајности и туђинства у аутоисповедној прози Милована Данојлића“. STUDIA SLAVICA XVII/2. Opole: UniwersztetOpolski – OstravskáUniverzita/ UniversitasOstraviensis, FacultasPhilosophica (2013). стр. 43 –52. / ISSN 1803-5663 / 978-83-7395-564-6. (WydawnictwoUniwersytetuOpolskiego) 978-80-7464-296-8. (Ostravskáuniverzita v Ostravĕ)
28. „Писмо из Индије за друга Кардеља (слика других култура у часописима за децу 50-их година 20. века)“. Детињство. Часопис о књижевности за децу. Год. XXXIX, бр. 2, лето (2013). стр. 3–13./ UDC 050.488/053.2(497.1)/UDC 821-93(05)/ISSN 0350-5286
29. „Идеологија и књижевност у дечјој периодици половином20. века“. У Књижевност за децу и њена улога у васпитању и образовању деце школског узраста. Тематски зборник. Денић, Сунчица (уредник). Врање: Учитељски факултет у Врању Универзитета у Нишу, /UDC зборника 371.03::821.09-93(082) / 821.163.41.09-93(082). 2013.  978-86-6301-005-5. стр. 295–308.
30. „Поезија за децу Милована Данојлића између два света“. У Песничко дело и мисао о поезији Милована Данојлића (зборник радова). Делић, Ј., Хамовић, Д. (уредници). Београд / Требиње: Институт за књижевност и уметност, Филолошки факултет у Београду, Дучићеве вечери поезије, (2013). стр. 331-350. /.  978-86-6153-126-2. (ФФ)/ UDC 821.163.41.09-93-1 Данојлић М. / 82.0 /
31. „Заточеник куће без прага (песимизам и самоћа у позном стварању Милана Дединца)“. У Поезија и поетика Милана Дединца. Зборник радова. Шеатовић Димитријевић, Светлана; Јаћимовић, Слађана (ур.). Београд: Институт за књижевност и уметност / Филолошки факултет Универзитета у Београду, (2014). стр. 389–406. /821.163.41.09-1 Дединац М. /Зборник 821.163.41.09-1 Дединац М. (082)/821.163.41:929 Дединац М. (082) /.  978-86-7095-203-4.
32. „Пригушене боје Алека Вукадиновића“. У Предачка мелодија Алека Вукадиновића. Зборник радова. Јовановић, А.; Шеатовић Димитријевић, Светлана (ур.). Београд: Институт за књижевност и уметност / Филолошки факултет Универзитета у Београду / Дучићеве вечери поезије, Требиње, (у штампи). . 2014. стр. 231—258. ISBN 978-86-7095-211-9. Недостаје или је празан параметар |title= (помоћ)
33. „Слика образоване девојке у књижевним текстовима 18.и 19. века“. У Ка квалитетном базичном образовању и васпитању – стандарди и ефекти. Београд: Учитељски факултет Универзитета у Београду. 2013.  978-86-7849-183-2. стр. 64./УДК 373.3/.4.014.3(048)/371.3(048) / 005.6:37(048)
34. „Два рата у једном сећању (мемоарски и дневнички записи Станислава Кракова о балканским ратовима).“ У Наука и савремени универзитет 3. Ниш: Филозофски факултет Универзитета у Нишу. 2013.  978-86-7379-303-0. стр. 192–193.
35. „Јадран, југословенско море Милоша Црњанског“. УМилош Црњански: поезија и коментари (зборник радова). Уредио Хамовић, Д. Институт за књижевност и уметност / Филолошки факултет Универзитета у Београду/ Матица српска, Београд - Нови Сад, 2014, 440-451.